# Bern Carrière
Bern-Ludwig Carrière (* 17. März 1921 in Hohenlychen; † 24. Februar 2015 in Lübeck) war ein deutscher Psychiater.

## Leben
Bern Carrière stammte aus einer hugenottischen Familie. Er war ein Sohn des Psychiaters Reinhard Carrière (* 1891 in Straßburg; † 1963 in Grimma) und seiner aus Norwegen stammenden Ehefrau Ragna, geb. Jacobi (* 1892 in Gjøvik; † 1974 in Mölln). Justus Carrière war sein Großvater, Moriz Carrière war sein Urgroßvater und Justus von Liebig sein Ur-Urgroßvater. Bern Carrière studierte Humanmedizin und wurde 1945 an der Universität Leipzig zum Dr. med. promoviert.
Anfang der 1950er Jahre war er im Klinikum Wahrendorff in Ilten tätig. Danach kam er nach Lübeck, wo er zunächst an der Psychiatrischen Abteilung im Krankenhaus Ost (dem Nachfolger der Heilanstalt Strecknitz) wirkte und dann ab 1962 in eigener Praxis.
Seit 1951 Mitglied, war er von 1971 bis 1988 Vorsitzender des Ärztlichen Vereins zu Lübeck und gab die Festschrift zu dessen 175-jährigem Jubiläum heraus.
Ab 1950 war er mit Jutta Carrière, geb. Mühling (* 2. Februar 1920 in München; † 14. November 2012) verheiratet. Die Kinder des Paares sind die Schauspieler Mathieu (* 1950), Till (1952–1978) und Mareike Carrière (1954–2014).

## Werke
- Das weitere Schicksal der malignen Strumen. Dissertation, Universität Leipzig, Medizinische Fakultät, 28. November 1945.
- mit Ludwig Carrière: Tierpsychologie: Neue Grundlegung. Beiträge zur vergleichenden Psychologie der Tiere und des Menschen. W. Hoffmann, Berlin 1959.
- (Hrsg.): Der Ärzteverein zu Lübeck: 175 Jahre seiner Geschichte, 1809–1984. Lübeck 1984.
- Von Eugenik und Rassenlehre zu „Euthanasie“ und Rassenwahn. Wehle, Witterschlick 1999 (Rezension).